# La Veu del Poble
La Veu del Poble fou un grup de música folk lleidatà de finals dels anys seixanta del segle xx, format per joves influenciats pel gòspel i la música folk catalana i nord-americana, que va estar en actiu des de 1968 fins al 1972.
El conjunt inicial fou constituït pels intèrprets Jordi Aixalà Trilla, flautes, harmònica i veu; Antonio Artigues Artigas, contrabaix, guitarra i veu; Josep Clotet Sopeña, flauta, harmònica, guitarra i veu; Jordi Codina Peremiquel, percussió; Eloy Gomà Galceran, guitarra i veu; Darío Ibáñez Martín, guitarra, banjo i veu; Albert Prado Villarreal, guitarra i veu, i Marco Antoni Remacha Grau, guitarra, flauta i veu. Aviat s'afegirien, en diverses etapes, noies guitarristes i veus femenines com Paquita Vidal, Mercè Pigem, Núria Trepat, Montse Viñas (durant l'any 1969), Marimé Mejón, Neus Cases, Gemma Rodamilans, Maria José Blavia (durant els anys 1970-71) i Maria Jesús Oteyza (des del 1969 al 1971).
El seu repertori musical integrà composicions de músics i activistes com Pete Seeger, Bob Dylan, els catalans Setze Jutges o el grup The Kingston Trio, dels quals farien la primera adaptació al català de la cançó M.T.A. (1950), un estàndard del Folk americà, que titularien La Joventut Tindrà Veu. Així mateix, el grup inclogué composicions pròpies com ara la Cançó de l'alegria o Flor de Vent, un homenatge al poeta i escalador Joan Enric Farreny Sistac, mort en accident a la muntanya, que va ser estrenada en l'esdeveniment tribut que portà el mateix títol l'any 1976, per al qual La Veu del Poble es retrobà. Tot i que el pes de la paraula en el seu repertori era cabdal, també van conrear música instrumental com ara Ponle la cola al cometa.
La Veu del Poble protagonitzà, junt amb altres grups lleidatans com Plats i Olles, la Samfaina, Can 64, Grup Folk Sícoris i cantautors com Joan Enric Farreny Sistac, els festivals multitudinaris de música folk portats a terme al Palau de Vidre, al Cinema Fémina, al Pavelló Antorxa i a d'altres espais públics i teatres de Lleida, alguns d'ells retransmesos pel programa “Hora Punta” de Pedro Manuel "Peter" Garcia Fenosa a Radio Lleida, qui faria una entrevista al grup folk La Veu del Poble l'any 1970.